# MIMO
MIMO je skraćenica za engleski pojam Multiple-input multiple-output koji se odnosi na matematički model komunikacijskog sustava s više prijamnih i odašiljačkih antena.
U zadnjih par godina, MIMO tehnologija je privukla znatnu pozornost u području bežičnih komunikacija, jer omogućuje znatna poboljšanja u propusnosti i dometu bez potrebe za povećanjem frekvencijskog opsega ili odašiljačke snage. Ova tehnologija općenito povećava ukupnu učinkovitost bežičnih komunikacijskih sustava.
Bežična MIMO tehnologija koristi pojavu tzv. multipath ("više puteva") širenje signala za povećanje propusnosti i dometa signala ili smanjivanja pogrešaka kod prijenosa podataka, dok tradicionalna SISO tehnologija (Single-Input Single-Output) pokušava eleminirati efekte multipath širenja signala.
MIMO se može koristiti u spoju s OFDM (Orthogonal frequency division multiplexing), kao dio IEEE 802.16 standarda i može biti dio IEEE 802.11n High-Throughput standarda, za koji se očekivalo da će biti dovršen do 2007. Standardizacija MIMO tehnologije za korištenje u 3G standardima kao sto je HSDPA također je na putu.

## Povijest
Jack Winters (Bell Laboratories) napravio je 1984. patent u bežičnim komunikacijima koristeći više antena. Jack Salz, također iz Bell Laboratoriesa, objavio je 1985. članak o MIMO tehnologiji zasnovan na istraživanju Dr. Wintersa. Dr. Winters je sada glavni znanstvenik u Motia Inc., tvrtki koja proizvodi beamforming amplifier čip, dizajniran za rad neovisno o MIMO izvedbi.
Godine 1996. Greg Raleigh i Gerard J. Foschini izumili su novi pristup MIMO tehnologiji koji je povećao učinkovitost. Greg Raleigh je osnivač Airgo Networks, tvrtki koji tvrdi da je izumitelj "MIMO OFDM", nudeći "pre-n" čip zvan "True MIMO" za 802.11n. Kako god, malo je vjerojatno da će hardver baziran na tom čipsetu biti kompatibilan s ostalim uređajima jednom kada 802.11n standard bude dovršen.

## MIMO i informacijska teorija
Telatar je pokazao da se kapacitet kanala (teoretska gornja granica propusnosti sistema) za MIMO sustav povećava povećanjem broja antena, razmjerno minimalnom broju odašiljačkih i prijamnih antena. Taj rezultat zasnovan na informacijskoj teoriji je doveo do izbijanja istraživanja na tom području.

## Obećanja MIMO tehnologije
Kao primjer, o standardu 802.11n ("MIMO") se još uvijek raspravlja, ali s jednim prototipom postiže se pod optimalnim uvjetima do 250 Mbit/s. To je pet puta veća brzina od najveće teorijske brzine postojećeg hardvera zasnovanog na standardu 802.11g.

## Poveznice
- IEEE 802.11